# Obrovský vodopád
Der Obrovský vodopád (deutsch Riesenwasserfall oder Riesensturz, ungarisch Óriási-vízesés oder Óriási-zuhatag, polnisch Olbrzymi Wodospad) ist ein Wasserfall in der slowakischen Hohen Tatra. Er befindet sich im Verlauf des Malý Studený potok (deutsch Kleiner Kohlbach) im Tal Malá Studená dolina (deutsch Kleines Kohlbachtal) auf einer Höhe von 1330 m n.m. und fällt etwa 20 m durch eine enge Schwelle im Wald.
Der Name begründet sich durch sein „riesiges“ Aussehen, mit Entsprechungen in allen Sprachen. Unterhalb der Prallzone überquert der rot markierte Wanderweg Tatranská magistrála, auf dem Weg von Hrebienok (deutsch Kämmchen) zum See Skalnaté pleso (deutsch Steinbachsee), mit einer Brücke den Bach, mit einem Blick auf den Wasserfall. 